# 川田殖
川田 殖（かわだ しげる、1931年 - ）は、日本の哲学者、倫理学者。専門は古代ギリシア哲学。

## 経歴
1931年、北海道網走市で生まれた。国際基督教大学の第一期生として入学し、1957年に卒業。京都大学文学部哲学科に移り、在学時代は主としてエミール・ブルンナー、 神田盾夫、田中美知太郎の薫陶を受けた。1959年に卒業し、同大学大学院に進学。1964年に博士課程を満期退学した。
その後は母校の国際基督教大学助教授に就いた。大阪医科大学助教授を経て、山梨医科大学医学部教授となった。恵泉女学園学園長を経て、2000年から2005年まで日本聾話学校校長。

## 著作
著書
- 『川田殖講演集① 信州の片隅から』信濃教育会出版部 1981（復刊2010）[1]
- 『川田殖講演集② 混迷の時代の中で』信濃教育会出版部 1981（復刊2010）
- 『川田殖講演集③ 若き友らとともに』信濃教育会出版部 1995（復刊2010）
- 『歴史に生きるキリスト者 真の友情から問いかける日韓関係』共著、基督教共助会 1993
- 『いまこそ人間教育を』「いまこそ人間教育を」刊行会 2006

編著
- 『日本におけるブルンナー 講演と想い出』中沢洽樹共編、新教出版社 1974
- 『神田盾夫著作集 第1巻 西洋精神の源流』みすず書房 1976
- 『アリストテレス』(世界の思想家 2)（抜粋訳・解説）平凡社 1977
- 『東西比較は可能か G.E.R.ロイドとの対話』沼田裕之共編、ペディラヴィウム会 1994

翻訳
- 「アリストテレス断片集」〈世界古典文学全集 16〉筑摩書房 1966
- 『プラトン』アレクサンドル・コイレ、みすず書房 1972
- 「形而上学」『アリストテレス』〈世界の名著 8〉アリストテレス著、松永雄二と共訳、中央公論社 1972
- 『アリストテレス その思想の成長と構造』G.E.R.ロイド、みすず書房、1973
- 『イエス』ディベリウス,キュンメル（英語版）補訂、神田盾夫共訳、新教出版社 1973
- 「アルキビアデスII」〈プラトン全集 6〉岩波書店、1975
  - 復刊 2005年
- 『キリスト教と文明の諸問題』エミール・ブルンナー著、川田親之共訳、新教出版社 1982
- 「哲学と詩におけるプラトン主義」『プラトン主義の多面体』〈ヒストリー・オヴ・アイディアズ 11〉ジョン・フィッシャー著、平凡社 1987[2]
- 『ブルンナー著作集 第6巻 倫理・社会論集』共訳、教文館 1996
- 『古代の世界現代の省察 ギリシアおよび中国の科学・文化への哲学的視座』G.E.R.ロイド著、金山弥平・金山万里子・和泉ちえ共訳、岩波書店 2009

論文
- CiNii>川田殖

## 参考
- みすず書房・著者紹介
- 学校法人 日本聾話学校 -難聴幼児通園施設 ライシャワ・クレーマ学園- 沿革